# Huta-Hlibivska, Nova Ușîțea
Huta-Hlibivska (în ucraineană Гута-Глібівська) este un sat în comuna Hlibiv din raionul Nova Ușîțea, regiunea Hmelnîțkîi, Ucraina.

## Demografie
Componența lingvistică a localității Huta-Hlibivska
     Ucraineană (99,46%)
     Alte limbi (0,54%)
Conform recensământului din 2001, majoritatea populației localității Huta-Hlibivska era vorbitoare de ucraineană (99,46%), existând în minoritate și vorbitori de alte limbi.